# Stožice
Stožice jsou obec v okrese Strakonice v Jihočeském kraji. Leží asi tři kilometry jihozápadně od města Vodňany. V obci žije 486 obyvatel.

## Název
Název vesnice je odvozen ze jména Stoh ve významu ves lidí Stohových. V historických pramenech se objevuje ve tvarech: Stozicz (1416), Stozicze (1562) a Stožycze (1654).

## Historie
První písemná zmínka o vesnici pochází z roku 1416.

## Obyvatelstvo
| Rok            | 1869 | 1880 | 1890 | 1900 | 1910 | 1921 | 1930 | 1950 | 1961 | 1970 | 1980 | 1991 | 2001 | 2011 | 2021 |
| -------------- | ---- | ---- | ---- | ---- | ---- | ---- | ---- | ---- | ---- | ---- | ---- | ---- | ---- | ---- | ---- |
| Počet obyvatel | 553  | 572  | 515  | 533  | 509  | 506  | 445  | 333  | 315  | 289  | 278  | 250  | 277  | 307  | 383  |
| Počet domů     | 71   | 75   | 83   | 83   | 82   | 82   | 88   | 96   | 84   | 82   | 73   | 102  | 111  | 119  | 145  |

## Obecní správa
Mezi lety 1850–1975 byly Stožice obcí v okrese Písek (1850–1930), posléze v okrese Vodňany (1950) a později v okrese Strakonice. Od 1. ledna 1976 do 31. prosince 1992 patřily jako část města k Vodňanům a od 1. ledna 1993 jsou opět samostatnou obcí.

### Místní části
- Křepice
- Libějovické Svobodné Hory
- Stožice

### Obecní symboly
Znak a vlajka byly obci uděleny rozhodnutím předsedy Poslanecké sněmovny Parlamentu České republiky dne 21. června 2018.

## Pamětihodnosti
- Na návsi stojí kaple svatého Jana Nepomuckého s průčelím zdobeným freskami svatého Floriána a svatého Prokopa.
- Památkově chráněna je též výklenková kaplička svatého Linharta.
- Jihovýchodně od vesnice se nachází archeologické pozůstatky pravěkého ohrazeného areálu z doby laténské.

## Osobnosti
Obec je rodištěm spisovatele Josefa Holečka, jeho stěžejní román Naši se v ní také odehrává.

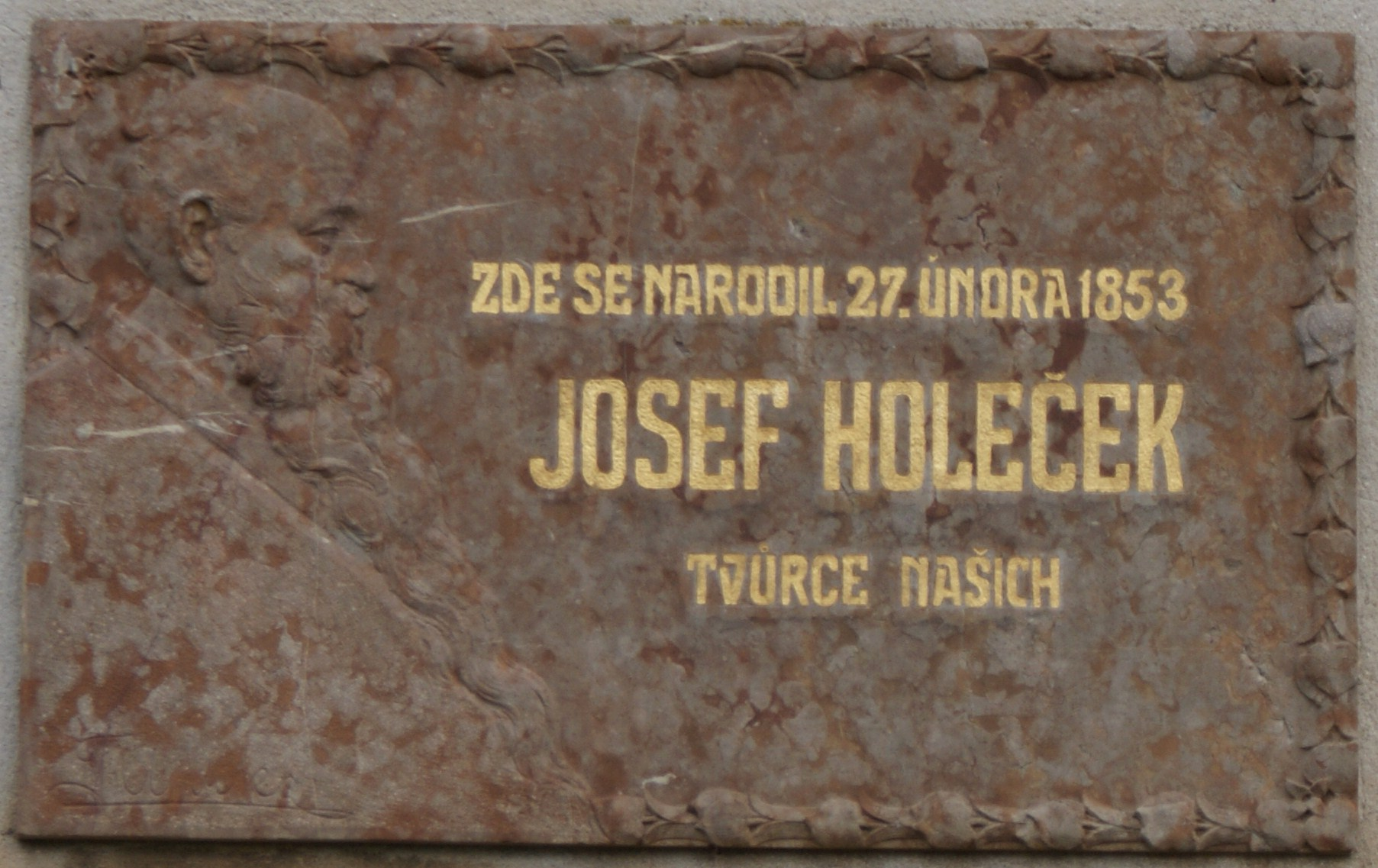
Pamětní deska na rodném domě spisovatele Josefa Holečka